# Dorfkirche Quaschwitz

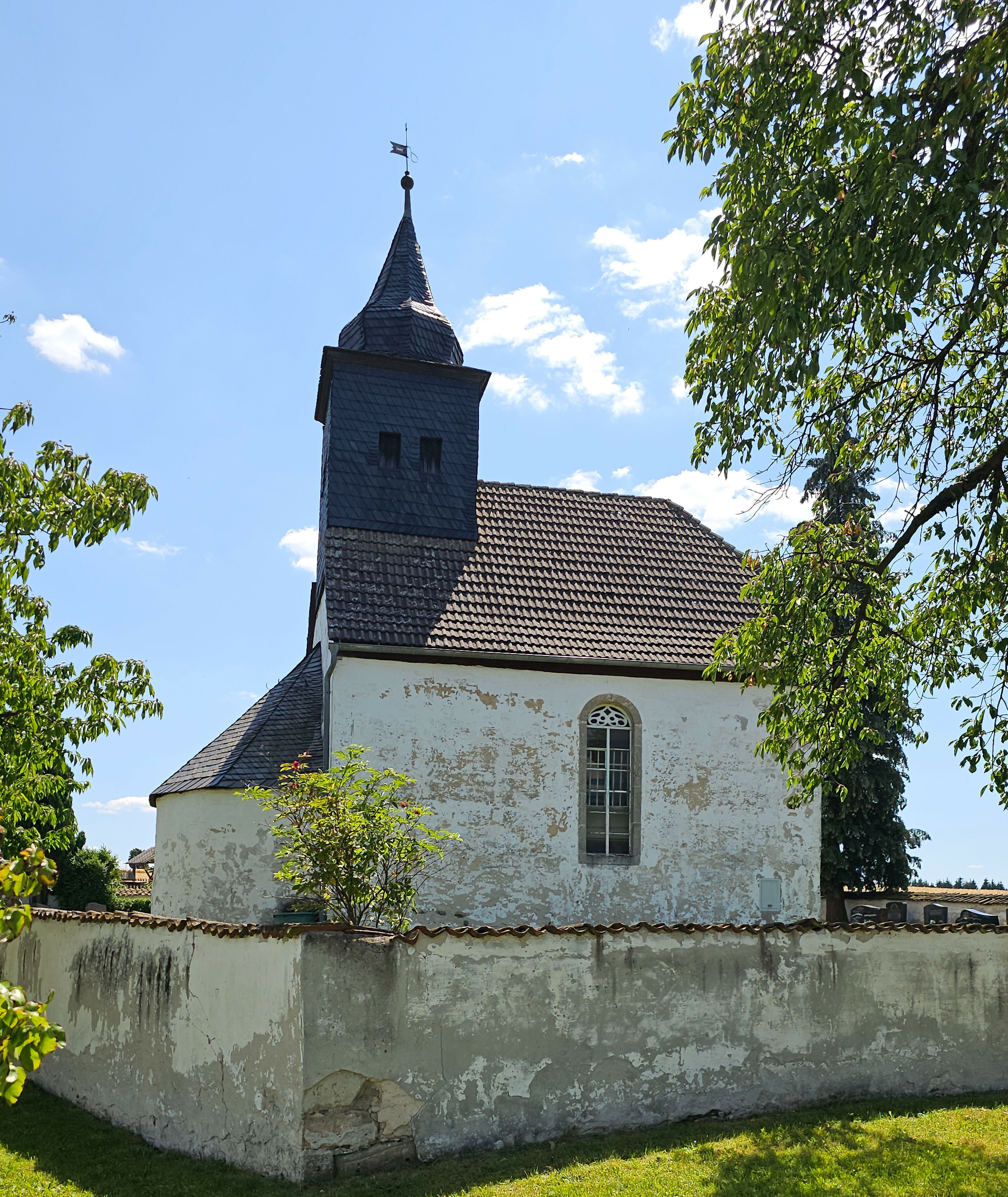
Dorfkirche Quaschwitz

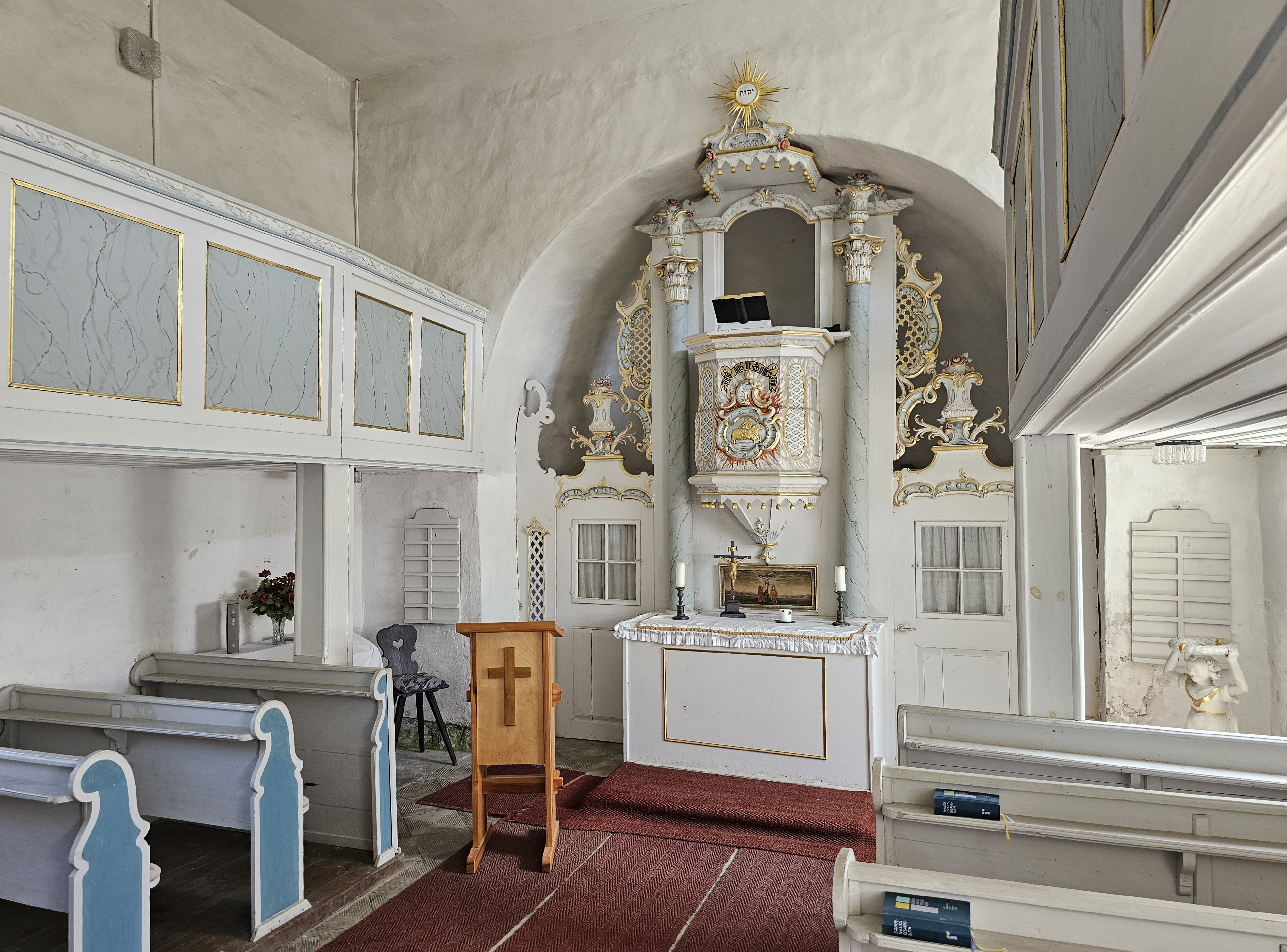
Innenraum (2023)

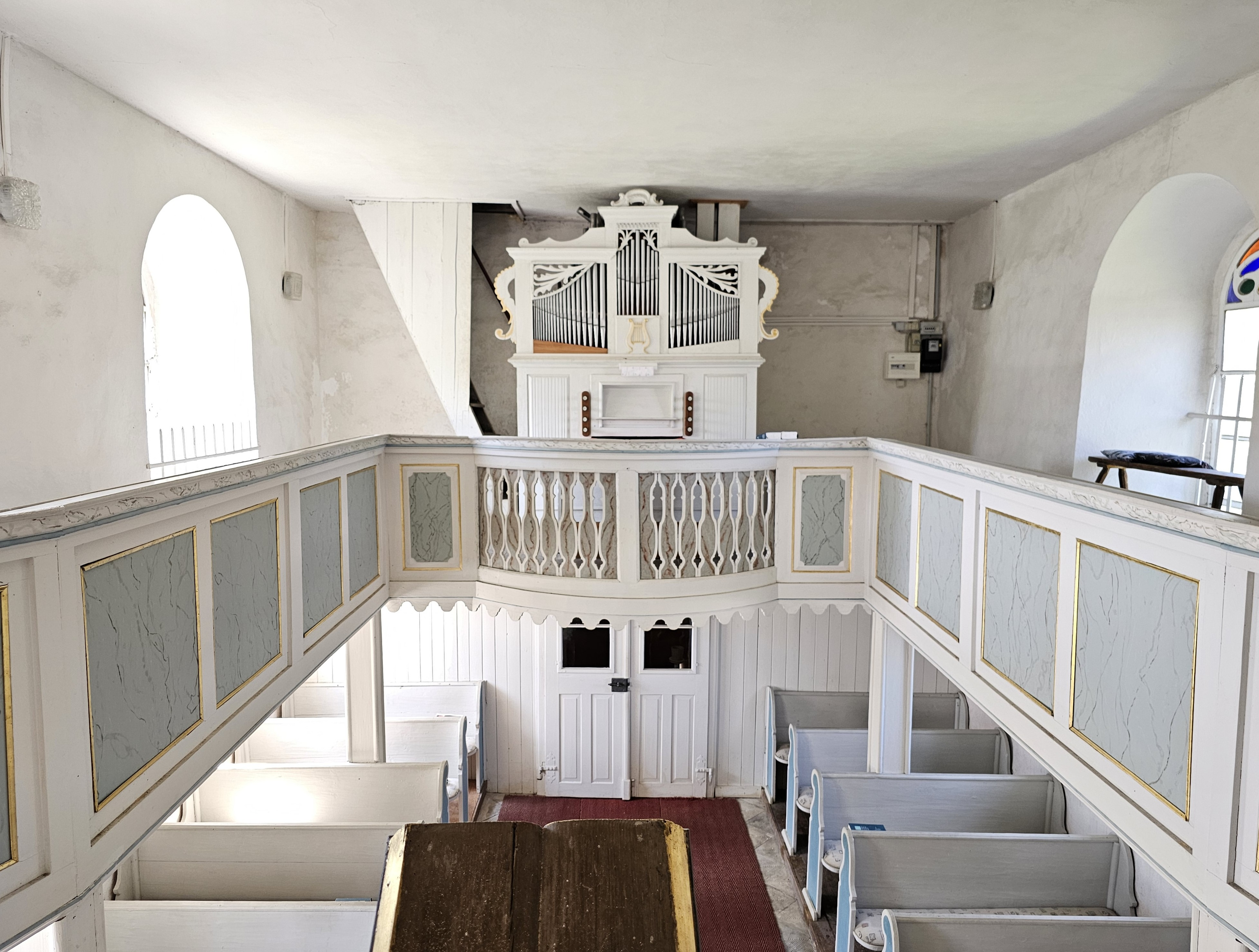
Innenraum, Blick zur Orgel

Die evangelische Dorfkirche Quaschwitz steht in der Gemeinde Quaschwitz in der Verwaltungsgemeinschaft Oppurg im Saale-Orla-Kreis in Thüringen.

## Baukörper und Ausstattung
Die kleine innerhalb einer viereckigen teilweise bestehenden Friedhofsmauer befindliche Kirche stammt aus dem 12. Jahrhundert, das Langhaus aus dem 15. Jahrhundert. Die Fenstergewände sind gotisch. Aus dem Jahre 1784 sind die Spitzbögen für die Eingangstür.
Über dem Kanzelaltar mit dem verzierten Kanzelkorb befindet sich der Triumphbogen mit dem Tetragramm. Ein Taufengel mit Taufschale und das einfache Gestühl komplettieren den Saal sowie die hufeisenförmigen Emporen.
Die kleine Glocke im Kirchturm wurde 1931 in Kempten gegossen. Platz für eine zweite Glocke ist vorhanden, aber nicht besetzt.

## Orgel
Die auf der Westempore stehende 1802 erbaute einmanualige Orgel mit sechs Registern von Johann Christian Rebhuhn wurde 2002 durch Orgelbau Schönefeld aus Stadtilm saniert. Die Disposition lautet:
| Manual CD–c3 |                 |    |
| 1.           | Geigenprincibal | 8′ |
| 2.           | Gedackt         | 8′ |
| 3.           | Princibal       | 4′ |
| 4.           | Flöte           | 4′ |
| 5.           | Octave          | 2′ |

| Pedal CD–c1 |        |     |
| 6.          | Suppaß | 16′ |

- Koppel: I/P
- Nebenregister: Kalkantenklingel